# Spermacoce nigricans
Spermacoce nigricans là một loài thực vật có hoa trong họ Thiến thảo. Loài này được Herter miêu tả khoa học đầu tiên năm 1939.